# Tuamotu-szigeteki halción
A Tuamotu-szigeteki halción (Todiramphus gambieri) a madarak osztályának szalakótaalakúak (Coraciiformes) rendjébe, ezen belül a jégmadárfélék (Alcedinidae) családjába tartozó faj.

## Rendszerezése
A fajt Emile Oustalet francia ornitológus írta le 1895-ben, a Halcyon nembe Halcyon gambieri néven.

## Alfajai
- Todiramphus gambieri gambieri (Oustalet, 1895)
- Todiramphus gambieri gertrudae Murphy, 1924[2]

## Előfordulása
Francia Polinéziában, a Tuamotu-szigetekhez tartozó Niau szigetén honos. Természetes élőhelyei a szubtrópusi és trópusi száraz erdők, síkvidéki esőerdők, valamint ültetvények és vidéki kertek. Állandó, nem vonuló faj.

## Megjelenése
Testhossza 20 centiméter.

## Életmódja
Rovarokkal táplálkozik, de fogyasztanak kisebb gyíkokat és halakat is.

## Természetvédelmi helyzete
Az elterjedési területe egyetlen szigetre korlátozódik, egyedszáma száz alatti. A Természetvédelmi Világszövetség Vörös listáján súlyosan veszélyeztetett fajként szerepel.